# Eleições parlamentares europeias de 2007 (Bulgária)
As Eleições para o Parlamento Europeu de 2007 na Bulgária realizaram-se no dia 20 de Maio de 2007.
Estas eleições marcaram um importante passo para aquele país europeu pois foi a primeira vez que elegeram deputados para o Parlamento Europeu, o órgão legislativo da União Europeia, da qual passaram a fazer parte desde o dia 1 de Janeiro de 2007. Os deputados agora eleitos exercerão os seus mandatos até 2009, ano em que se realizarão as eleições para a renovação, por cinco anos, de todo o Parlamento.
A Bulgária tem sido representada no Parlamento Europeu por deputados provisórios que serão agora substituídos por 18 deputados eleitos por sufrágio universal.
Estavam recenseados para estas eleições cerca de 6.700.000 eleitores.

## Resultados Nacionais
| Partido                 | Partido                               | Votos     | %               | Deputados |
| ----------------------- | ------------------------------------- | --------- | --------------- | --------- |
|                         | Cidadãos pelo Desenvolvimento Europeu | 420 001   | 21,68 / 100,00  | 5 / 18    |
|                         | Partido Socialista                    | 414 786   | 21,41 / 100,00  | 5 / 18    |
|                         | Movimento pelos Direitos e Liberdades | 392 650   | 20,26 / 100,00  | 4 / 18    |
|                         | Ataque                                | 275 237   | 14,20 / 100,00  | 3 / 18    |
|                         | Movimento Nacional Simeão II          | 121 398   | 6,27 / 100,00   | 1 / 18    |
|                         | União das Forças Democráticas         | 91 871    | 4,74 / 100,00   | 0 / 18    |
|                         | Democratas por uma Bulgária Forte     | 84 350    | 4,35 / 100,00   | 0 / 18    |
|                         | Coligação dos Social-democratas       | 37 645    | 1,94 / 100,00   | 0 / 18    |
|                         | União Nacional Agrária                | 29 752    | 1,54 / 100,00   | 0 / 18    |
|                         | Outros                                | 70 006    | 3,61 / 100,00   | 0 / 18    |
| Votos Inválidos         | Votos Inválidos                       | 17 755    | 0,26 / 100,00   |           |
| Total                   | Total                                 | 1 955 451 | 100,00 / 100,00 | 18 / 18   |
| Eleitorado/Participação | Eleitorado/Participação               | 6 691 080 | 29,22 / 100,00  |           |
| Fonte                   | Fonte                                 | [ 2 ]     | [ 2 ]           | [ 2 ]     |